# Blauet nan de Guadalcanal
El blauet nan de Guadalcanal (Ceyx nigromaxilla) és una espècie d'ocell de la família dels alcedínids (Alcedinidae) que habita selva i boscos densos des de les l'illa de Guadalcanal, a les Salomó.